# كارل سيرانت
كارل سيرانت (من مواليد 12 سبتمبر 1975)، هو لاعب كرة قدم إنجليزي سابق، يشغل حالياً منصب مساعد مدير مقاطعة نيوبورت.

## المسار المهني
ولد سيرانت في برادفورد، ويست يوركشاير، وخاض أكثر من 100 مباراة في دوري كرة القدم مع أولدهام أثليتيك، ونيوكاسل يونايتد، وبوري. بالإضافة إلى حصوله على لقب منتخب إنجلترا "ب"، قبل أن تنقطع مسيرته الإحترافية بسبب الإصابة. عاد لاحقاً ليلعب في غير الدوري مع برادفورد بارك أفينيو، ودرويلسدن، وفارسلي سلتيك. أثناء وجوده في فارسلي، انضم إلى طاقم التدريب في ليدز يونايتد.
في نوفمبر 2007، انضم إلى كريستال بالاس كمدرب للياقة البدنية. بعد أقل من عام مع بالاس، انتقل سيرانت إلى شيفيلد يونايتد كمدرب لتكييف القوة. في عام 2017، تم تعيينه رئيساً مشتركاً للياقة البدنية والتكييف في كارديف سيتي.
في 22 فبراير 2022، تم تعيين سيرانت كمساعد مدير لجيمس روبيري في مقاطعة نيوبورت. في 10 أكتوبر 2022، أقيل روبيري من نادي نيوبورت في المركز الثامن عشر في الدوري الثاني بعد 13 مباراة بالدوري في موسم 2022–23. كما أقيل سيرانت. تولى مدير الرياضة في نيوبورت، دارين كيلي، دور المدير المؤقت.